# Florentino
Florentino és una entitat de població de l'Uruguai, ubicada al centre-nord del departament de Salto.
Es troba a 112 metres sobre el nivell del mar. Té una població aproximada de 100 habitants cal remarcar que les dades es van prendre l'any 1996 per lo qual no és sap si ha disminuït o augmentat la població.